# Communauté de communes du Pays neslois
La communauté de communes du Pays Neslois ou CCPN est une ancienne communauté de communes française, située dans le département de la Somme.
Elle a fusionné avec la communauté de communes du Pays hamois pour former, le 1er janvier 2017, la communauté de communes de l'Est de la Somme.

## Histoire
Le District de Nesle, créé par arrêté préfectoral du 22 mai 1964, se transforme en communauté de communes le 
31 décembre 2001.
Le 1er janvier 2014, la commune de Rethonvillers, antérieurement membre de la communauté de communes du Grand Roye, rejoint celle du Pays neslois.
La loi portant nouvelle organisation territoriale de la République (Loi NOTRe) du 7 août 2015, prévoyant que les établissements publics de coopération intercommunale (EPCI) à fiscalité propre doivent avoir un minimum de 15 000 habitants, le schéma départemental de coopération intercommunale (SDCI) arrêté par le préfet de la Somme le 30 mars 2016 prévoit notamment la fusion des communautés de communes du Pays hamois et celle du Pays neslois, formant ainsi une nouvelle intercommunalité regroupant 42 communes et 21 321 habitants.
La fusion intervient le 1er janvier 2017 et prend le nom de communauté de communes de l'Est de la Somme,

## Territoire communautaire

### Composition
En 2016, la communauté de communes est composée des 24 communes suivantes :
| Nom                   | Code Insee | Gentilé        | Superficie (km2) | Population (dernière pop. légale) | Densité (hab./km2) |
| --------------------- | ---------- | -------------- | ---------------- | --------------------------------- | ------------------ |
| Nesle (siège)         | 80585      | Neslois        | 7,72             | 2 355 (2014)                      | 305                |
| Béthencourt-sur-Somme | 80097      | Béthencourtois | 2,87             | 130 (2014)                        | 45                 |
| Billancourt           | 80105      | Billancourtois | 4,95             | 175 (2014)                        | 35                 |
| Breuil                | 80139      | Breuillois     | 2,17             | 53 (2014)                         | 24                 |
| Buverchy              | 80158      | Buverchois     | 1,85             | 41 (2014)                         | 22                 |
| Cizancourt            | 80197      | Cizancourtois  | 1,83             | 35 (2014)                         | 19                 |
| Curchy                | 80230      | Curchéiens     | 9,63             | 296 (2014)                        | 31                 |
| Épénancourt           | 80272      | Épénancourtois | 3,50             | 121 (2014)                        | 35                 |
| Falvy                 | 80300      | Falviens       | 6,32             | 142 (2014)                        | 22                 |
| Grécourt              | 80389      |                | 2,34             | 19 (2014)                         | 8,1                |
| Hombleux              | 80442      |                | 15,81            | 1 131 (2014)                      | 72                 |
| Languevoisin-Quiquery | 80465      |                | 4,83             | 189 (2014)                        | 39                 |
| Licourt               | 80474      | Licourtois     | 6,93             | 392 (2014)                        | 57                 |
| Mesnil-Saint-Nicaise  | 80542      | Mesnilois      | 6,80             | 562 (2014)                        | 83                 |
| Morchain              | 80568      |                | 5,84             | 332 (2014)                        | 57                 |
| Moyencourt            | 80576      |                | 4,15             | 318 (2014)                        | 77                 |
| Pargny                | 80616      | Pargnisiens    | 3,68             | 196 (2014)                        | 53                 |
| Potte                 | 80638      | Pottois        | 3,27             | 111 (2014)                        | 34                 |
| Rouy-le-Grand         | 80683      | Rouissiens     | 3,81             | 108 (2014)                        | 28                 |
| Rouy-le-Petit         | 80684      | Rouyssiens     | 3,27             | 119 (2014)                        | 36                 |
| Saint-Christ-Briost   | 80701      |                | 7,82             | 443 (2014)                        | 57                 |
| Villecourt            | 80794      | Villecourtois  | 2,19             | 59 (2014)                         | 27                 |
| Voyennes              | 80811      | Voyennois      | 8,87             | 627 (2014)                        | 71                 |
| Rethonvillers         | 80669      |                | 7,12             | 355 (2014)                        | 50                 |

### Démographie
| 1968  | 1975  | 1982  | 1990  | 1999  | 2009  | 2014  |
| ----- | ----- | ----- | ----- | ----- | ----- | ----- |
| 7 974 | 8 193 | 8 315 | 8 231 | 7 805 | 8 307 | 8 309 |

## Organisation

### Siège
Le siège de l'intercommunalité était à Nesle, 10, rue de la Collégiale.

### Élus
La communauté de communes était administrée par son conseil communautaire, composé de conseillers municipaux représentant chacune des communes membres.
Le Conseil communautaire du 17 avril 2014 a réélu son président, André Salomé, maire de Rouy-le-Petit, et ses 9 vice-présidents pour le mandat 2014-2020. Il s'agissait de :
1. José Rioja-Fernandez, maire de Nesle, chargé de la salubrité, sécurité et du scolaire ;
2. Jean-Marc Wissocq, adjoint au maire de Morchain, chargé de l’aménagement du territoire, du développement économique et du monde rural ;
3. Christian Avy, maire d’Hombleux, chargé de l’urbanisme et de l’habitat ;
4. Dominique Pecquet, maire de Curchy, chargé de l’environnement et des ordures ménagères ;
5. Michel Méresse, maire de Licourt, chargé du sport de la jeunesse ;
6. Frédéric Lecomte, maire de Falvy, chargé de la culture, du tourisme, des nouvelles technologies et de la pêche ;
7. Jacques Merlier, maire du Mesnil-Saint-Nicaise, chargé du développement prospection, relation entreprises et SPANC ;
8. Alain Schiettecatte, maire de Villecourt, chargé du déneigement, des espaces verts et de l’insertion
9. Carole Dumont, conseillère municipale de l'opposition à Hombleux, chargée de l’enfance et de la santé[9].

Ils étaient l'exécutif de l'intercommunalité jusqu'à sa fusion au sein de la communauté de communes de l'Est de la Somme.

### Liste des présidents
| Période                                  | Période        | Identité     | Étiquette | Qualité                          |
| ---------------------------------------- | -------------- | ------------ | --------- | -------------------------------- |
| Les données manquantes sont à compléter. |                |              |           |                                  |
| 2001                                     | décembre 2016, | André Salomé | LR        | Maire de Rouy-le-Petit (2001 → ) |

### Compétences
La communauté de communes exerçait les compétences qui lui avaitent été transférées par les communes membres, dans le cadre des dispositions du code général des collectivités territoriales.

### Régime fiscal et budget
La communauté de communes était un établissement public de coopération intercommunale à fiscalité propre.
Afin de financer l'exercice de ses compétences, la communauté de communes percevait une fiscalité additionnelle aux impôts locaux des communes, avec fiscalité professionnelle de zone (FPZ ) et avec fiscalité professionnelle sur les éoliennes (FPE).
Elle collectait également la taxe d'enlèvement des ordures ménagères (TEOM), qui finance ce service public.